# Malcolm Browne
Malcolm Wilde Browne (roz. Malcolm Wilde Browne 17. dubna 1931 – 27. srpna 2012) byl americký novinář a fotograf. Jeho nejznámější prací byla oceněná fotografie sebeupálení buddhistického mnicha Thích Quảng Đứce v roce 1963.

## Mládí
Browne se narodil a vyrostl v New Yorku. Jeho matka byla Quaker s vroucně protiválečnými názory, jeho otec architekt římskokatolického vyznání. Browne navštěvoval Friends Seminary, Quakerskou školu na Manhattanu, od mateřské školy až po dvanáctou třídu. Poté nastoupil na Swarthmore College v Pensylvánii a studoval chemii.

## Kariéra
Browneova kariéra v žurnalistice začala draftováním během korejské války a přidělením do tichomořské sekce novin Stars and Stripes, kde pracoval dva roky. Pracoval pro middletownský Times Herald-Record, poté se připojil k Associated Press (AP), od roku 1959 do roku 1961 pracoval v Baltimoru, v tomto okamžiku byl jmenován hlavním korespondentem pro Indočínu. Dne 11. června 1963 pořídil slavné fotografie sebeupálení vietnamského mahájánového mnicha Thích Quảnga Đứce. Poté, co získal Pulitzerovu cenu za mezinárodní zpravodajství a obdržel mnoho pracovních nabídek, AP nakonec opustil v roce 1965.
Asi rok pracoval pro ABC TV, ale s televizní žurnalistikou nebyl spokojen. Několik let pracoval na volné noze a absolvoval roční stipendium na Kolumbijské univerzitě s Radou pro zahraniční vztahy. V roce 1968 nastoupil do New York Times a v roce 1972 se stal jejím korespondentem pro Jižní Ameriku. Předtím než se stal novinářem, pracoval jako chemik a v roce 1977 se stal vědeckým spisovatelem a působil jako vedoucí redaktor pro Discover. Do Times se vrátil v roce 1985. V roce 1991 dokumentoval válku v Perském zálivu.

## Thich Quang Duc

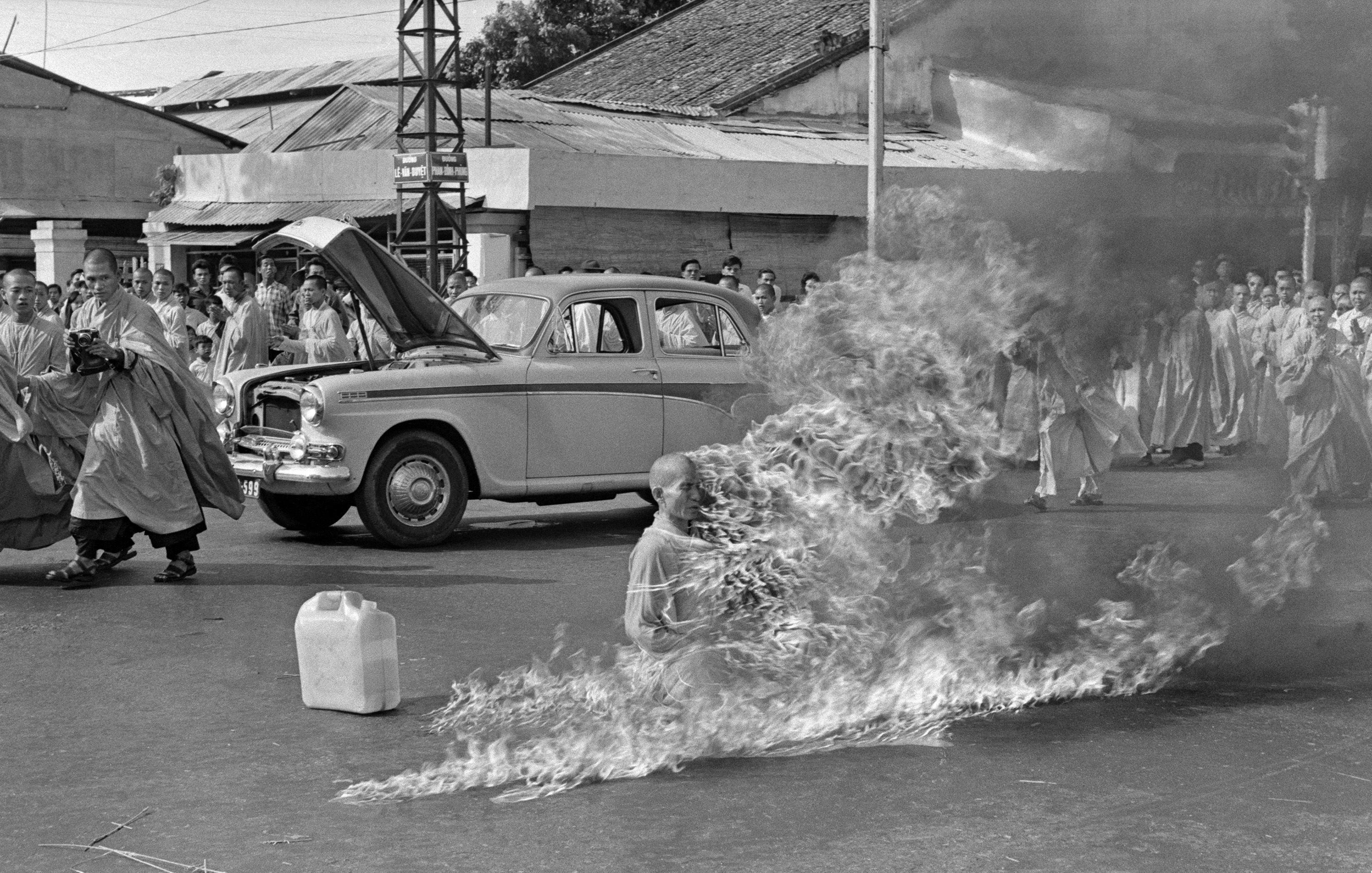
Browneho fotografie sebeupálení Thích Quảng Đức, během níž zůstal naprosto klidný. „Jen jsem pořád fotil a fotil a fotil, a to mě chránilo před tou hrůzou.“

Thich Quang Duc (1897–1963) byl vietnamský mahájánový mnich, který se 11. června 1963 upálil v Saigonu. Tímto aktem protestoval proti perzekuci buddhistů v Jižním Vietnamu za vlády Ngô Ðình Ziema. Fotografie hořícího Thích Quảng Đứca se vzápětí rozšířily do celého světa a přinesly pozornost světové veřejnosti na Ziemův režim. Malcolm Browne, kterému se podařilo zachytit hořícího Thích Quảng Đứca, získal za tento snímek Pulitzerovu cenu; podobně tuto cenu obdržel i David Halberstam, který o hořícím mnichu podal zprávu. Fotografii později použila skupina Rage Against the Machine jako obal pro své debutové album. Po smrti Thích Quảng Đứca bylo jeho ohořelé tělo zpopelněno, během kremace však jeho srdce zůstalo nedotčeno. Buddhisté to proto interpretovali jako symbol soucitu (karuná) a začali Duca považovat za bódhisattvu.

## Smrt
Browne zemřel v pondělí 27. srpna 2012 na komplikace způsobené Parkinsonovou chorobou. Bylo mu 81 let.

## Ceny a ocenění

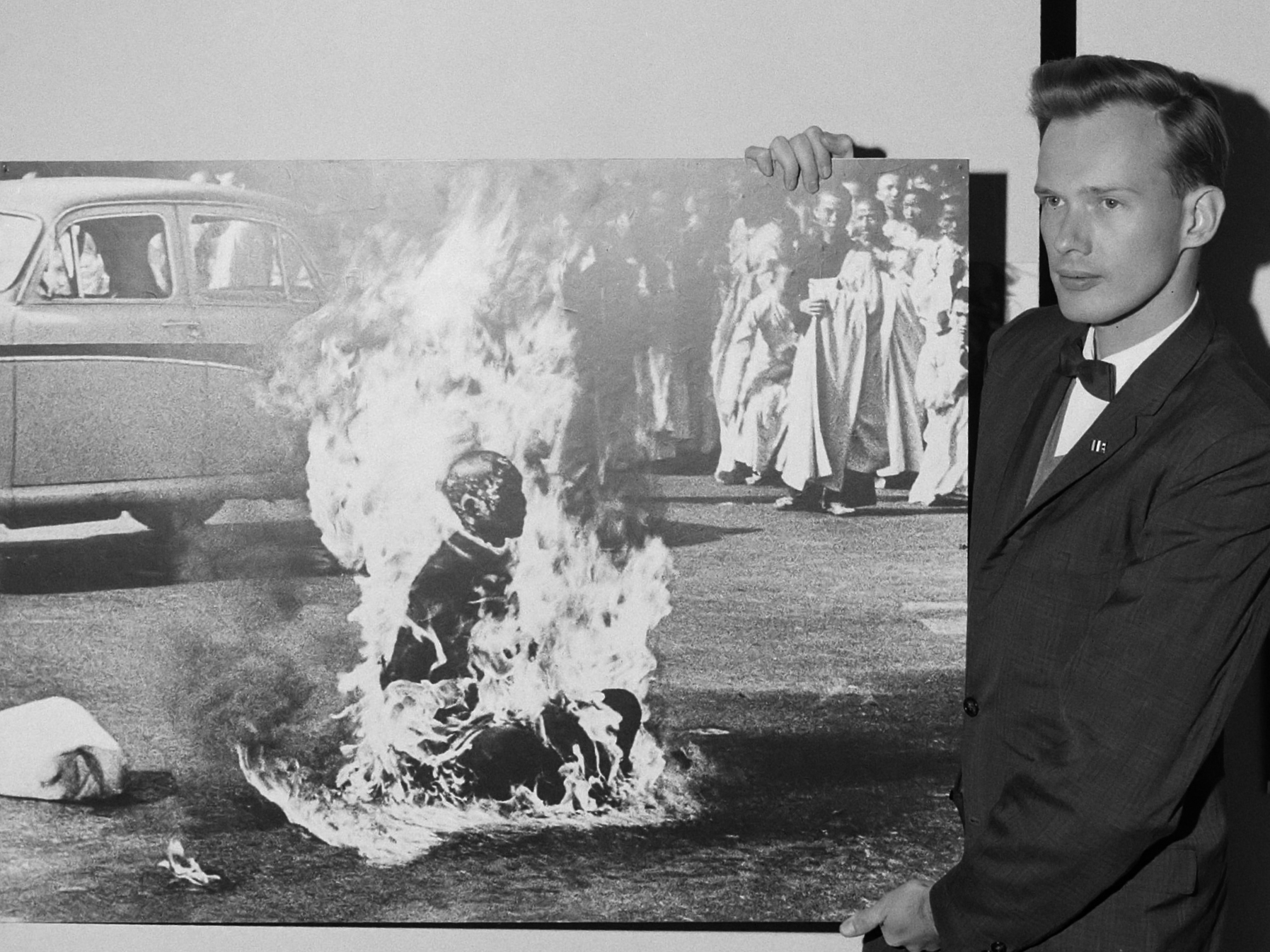
File:Malcolm Browne (1963).jpg s vítěznou fotografií World Press Photo 1963

- World Press Photo of the Year (1963)
- Pulitzerova cena za mezinárodní zpravodajství (1964)
- Cena George Polka za odvahu v žurnalistice[8]
- Ocenění Overseas Press Club Award
- Cena Jamese T. Gradyho a Jamese H. Stack za interpretaci chemie pro veřejnost, Americká chemická společnost (1992)
- Čestný člen, Sigma Xi (2002)[9]

## Dílo
- Browne, Malcolm W. Muddy Boots and Red Socks, Random House: New York, 1993, ISBN 0-8129-6352-0 (autobiografie) [1]
- Saigon's Finale (article on U.S. military defeat in Vietnam)
- The New Face of War (Bobbs-Merrill, Indianapolis, 1965) ISBN 0-553-25894-X. Ground-breaking account of tactics in the Vietnam War.